# Contea di Wilcox (Georgia)
La contea di Wilcox (in inglese Wilcox County) è una contea dello Stato della Georgia, negli Stati Uniti. La popolazione al censimento del 2000 era di 8 577 abitanti. Il capoluogo di contea è Abbeville.